# Алард
Алард Мотор Къмпани (на английски: Allard Motor Company) е британски автомобилен производител, основан през 1936 г. от Сидни Алард в Пътни, Лондон. През 1945 г. централата е преместена в Клапъм, Лондон. До закриването си през 1966 г. Алард произвежда около 1900 екземпляра. Общото между повечето модели на компанията е че съчетават мощни американски двигатели с леки британски спортни каросерии.

## История
Първият модел Алард е сглобен през 1936 г. специално за участие в трайъл състезания (офроуд състезания на пресечен терен, почти невъзможен за покоряване с превозно средство с колела). Дотогава Сидни Алард се състезава с модифициран Форд, който обаче е прекалено голям и с разпределение на тежестта, неподходящо за трайъл. През 1935 г. чисто нов Форд се катастрофира близо до автокъщата му Адлардс Моторс (името е съвпадение, автокъщата, дистрибутор на Форд, е закупена от баща му под това име в началото на 30-те години на 20 век). Сидни го купува и възстановява, но с каросерия от състезателен автомобил на Бугати. Регистрационният номер на колата е CLK 5 и моделът става известен под това име. Гелемият въртящ момент на V8 двигателя и ниското тегло на каросерията и по-тежката задница е от голяма полза за бавните трайъл състезания. Други състезатели харесват колата и също искат да притежават такава, затова Алард произвежда още, всичките по поръчка, с различни, мощни двигатели от гамата на Форд и независимо предно окачване. До началото на Втората световна война са направени общо 12 такива поръчкови автомобила, известни като Алард Спешълс. Сидни Алард планира да започне серийно производство, готов е с три прототипа на нови модели и е направил рекламни брошури, но войната забавя тези планове.
По време на войната Алард ремонтира военни камиони Форд и след нея се оказва че има на разположение много резервни части. Той се възползва от тях и от факта, че през изминалите шест години автомобилната индустрия е в застой и хората са жадни за нови модели, и лансира три модела – J, спорна кола за състезания на писта, К, двуместен спортен автомобил с малко по-големи размери за шосено каране, и четириместният L. И трите не са особено изтънчени, но за сметка на това са здрави и благонадеждни, а употребата на части от Форд означава, че бузпроблемно могат да бъдат ремонтирани в който и да е сервиз на американската компания. Продажбите вървят добре и Алард пуска на пазара по-големите модели M (дропхед купе) и P (седан).
Скоро Сидни Алард забелязва потенциала на американския пазар и решава, че там негов спортен автомобил би се продавал добре. Той префасонира модела J, слага му ннезависимо задно окачване и предлага нареченият J2 модел на американските си агенти в края на 1949 г. J2 се радва на голяма популярност зад океана. Някои от причините са ниската му цена (2995 долара в сравнение с около 3500 долара за новия Ягуар XK120; за допълнителните 500 долара клиентите могат да получат тунинг на двигателя) и възможността клиентите да си избират двигател по тяхно желание – на Форд, Кадилак, Пакард, Олдсмобил, Буик и GMC. Понеже е нерантибилно двигателите да се внасят в Англия, а после сглобените автомобили да се изпращат в САЩ, Алард направо изнася автоболите си без двигатели с необходимите настройки за поставяне на такъв според желанието на клиента, а агрегатите се монтират на американска земя. Само модификациите с двигател Форд се окомплектоват напълно в Англия.
Моделите J, К, и Р са изключително успешни в състезания и от двете страни на Атлантическия океан, като най-престижните резултати в Европа са третото място на J2 24-те часа на Льо Ман през 1950 г. (на първите две места са специално модифицирани за състезанието болиди от Формула 1 Талбот-Лаго, а Алардът през по-голямата част от времето кара без първа и втора предавка, които падат жертва на високия въртящ момент) и победата на P1 в Рали Монте Карло при изключително тежки атмосферни условия през 1952 г. И в двата случая колите са управлявани от самия Сидни Алард (на Льо Ман заедно с Том Коул). Специално внимание заслужава добилият широка популярност в САЩ Алард J2 на Том Карстен. Закупеният през 1950 г. и оборудваният с умерено тунингован V8 двигател на Кадилак ускорява от 0 до 100 км/ч за около 5 секунди, а времето, за което изминава четвърт миля е около 13 секунди. В следващите две години колата се превръща в състезателна легенда, печелейки осем големи състезания поред. Впечатляващото е, че той прилича повече на нормален шосеен автомобил, отколкото на състезателен и създава впечатлението, че мястото му не е на пистата, а до нея – боядисан в черно с червени интериор, видими части от окачването и поръчкови джанти с телени спици, с две резервни гуми отстрани и външен багажник, монтиран отзад и гуми, предназначени за улична, а не спортна употреба. Още в първото си състезание през 1951 г. обаче тази кола изпреварва всички съперници, включително и класиралият се на второ място друг Алард, с две обиколки.
Колкото до другите модели на Алард, производството на L е прекратено през 1949 г., а М и Р са запазени, но се забелязва спад в търсенето. Другите автомобилни компании застигат и задминават Алард, предлагайки по-евтини и по-напреднали от техническа глудна точка автомобили. По-удобната за шофиране версия на J2, J2X, въпреки че също става много популярна, се оказва с по-слаби показатели на пистата. За да запази клиентелата си, Алард представя нови модели на пазара. Най-странното творение на фирмата е Клипър – опитът ѝ да навлезе на пазара на миниавтомобилите. Това е триколесен заоблен автомобил с 346-кубиков двигател от мотоциклет и само една врата от лявата страна, който предлага място за трима седящи един до друг души в купето и две деца на т. нар. дики седалка, отваряща се на мястото на багажника в задната част на колата. Въпреки надеждите за големи продажби, от нея са произведени само двайсетина бройки. Друг нов модел следва идеята за направа на евтин спортен автомобил, който да използва части от два от моделите на Форд – Зефир и Консул, свеждайки разходите до минимум. Това е Палм Бийч. Той се появява на пазара през 1953 г., когато вече трябва да се конкурира с вече утвърдилите се модели Остин Хийли 100-4 и Триумф TR2, които са по-бързи и по-евтини (защото се произвеждат масово, а не по поръчка). Моделът К3 е има някои добри характеристики, но като цяло е определен като „прибързано пуснат в продажба, преди още да е напълно готов“, а подобното на комби с дървени орнаменти Сафари Истейт и седанът Монте Карло (известен и като Р2) са прекалено скъпи и не се продават добре. Мнозина считат третия от поредицата J – красивият JR, за кола на контрастите – непредничав по отношение на това, че е първият спортен автомобил, конструиран да използва автоматична трансмисия и че за разлика от конкурентите си използва независимо окачване и на четирите колела, но също така с характеристики, които го правят неудобен за каране, като например барабанните спирачки.
След като новите модели не успяват да се харесат на клиентите, Алард се оказва в доста затруднено положение. Сидни Алард не е заможен човек и винаги е гледал на фирмата си като начин да финансира състезателните си изяви и за него тя е по-скоро нещо като хоби. Въпреки че Адлардс Моторс се превръща в най-големия дилър на Форд в Англия, финансовите постъпления не са достатъчни, за да се покрие провала на новите модели. Въпреки това Сидни не се отказва и през 1955 г. прелгага на няколко дилъра на Додж в САЩ да продават нов модел с техен двигател, който да конкурира Шевролет Корвет и Форд Тъндърбърд. Пробните модели се оказват доста добри, но рецесията в американската икономика, както и слабите продажби на Корвет и превръщането на Тъндърбърд от спортен в луксозен автомобил, провалят идеята. Затова Алард продължава с производството на втора генерация Палм Бийч с двигатери от Форд Зефир и Ягуар (за първи път Ягуар позволява на друга компания да използва агрегатите ѝ), но тези автомобили също са скъпи и през 1959 г. заводът, който се е ограничил до направа на коли по специална поръчка, спира производството на автомобили. През 60-те години компанията тунингова моделът Форд Англия и го брандира като Алардет 105, 109 и 116. Сидни Алард се запалва по драг състезанията и произвежда няколко драгстера, а също така се занимава с организацията на такива състезания, което му спечелва прозвището Бащата на британските драг състезания. Друг от последните проекти на Алард е спортен автомобил с два двигателя Щейр с въздушно охлаждане, които задвижват и четирите колела – любопитен, но труден за управление автомобил, защото се управлява с два педала за газ и две скоростни кутии.
Всичко свършва на 12 април 1966 г., когато Сидни Алард умира, а пожар унищожава завода и по-голямата част от документите.
През 1991 г. една компания закупува правата над името Алард, но така и не започва производство на автомобили. В периода 1994 – 1997 г. Алард Репликас от Харпендън, графство Хартфордшър, започва да сглобява обновени копия на модела J2 с разрешението на носителите на правата на марката. От 2006 г. в Монреал, Канада, започва производството на почти точно копие на J2X, като единствено са увеличени дължината и широчината, за да се покрият съвременните изисквания за безопасност при движение.

## Галерия
- Алард М дропхед купе (1948)
- Алард кабриолет (1949)
- Алард J2X
- Алард К2
- Алард Палм Бийч и Монте Карло
- Алард Р1
- Алард К2 (в средата)